# Pustota (film)
Pustota je slovenski zgodovinski dramski film iz leta 1982 v režiji in po scenariju Jožeta Galeta, posnet po istoimenskem romanu Vladimirja Kavčiča. Filmsko dogajanje je postavljeno v čas tolminskega kmečkega upora, ko mora revna družina bežati.

## Igralci
- Janez Albreht
- Demeter Bitenc
- Silvo Božič
- Marjana Brecelj
- Veronika Drolc kot Veronika
- Maks Furijan
- Brane Gruber
- Tone Homar
- Željko Hrs kot Štefan
- Iztok Jereb
- Boris Juh kot Jakob
- Andrej Kurent
- Franc Markovčič
- Ivanka Mežan kot Ana
- Jerca Mrzel
- Lojze Rozman
- Pavle Ravnohrib kot Tinče
- Dare Ulaga
- Dare Valič
- Polona Vetrih
- Branko Završan kot Polde
- Iva Zupančič kot Kilovčanka